# Ngô Thanh Liên
Ngô Thanh Liên  (sinh ngày 3 tháng 7 năm 1968) là một ca sĩ và nữ diễn viên người Đài Loan khởi nghiệp ở Hồng Kông. Cô được khán giả phương Tây biết đến nhiều nhất với vai diễn người chị hai trong Ẩm thực nam nữ của Lý An (1994). Cô khởi nghiệp diễn xuất khi đạo diễn Đỗ Kỳ Phong tuyển cô đóng cặp cùng Lưu Đức Hoa trong Thiên nhược hữu tình (1990).

## Tiểu sử
Ngô Thanh Liên là một nữ diễn viên có lối sống khá kín đáo, không tạo scandal nên những thông tin về đời tư của cô ít được công chúng biết đến. Cô từng là sinh viên của Học viện Nghệ thuật quốc gia (Nay là Đại học quốc gia Nghệ thuật Đài Bắc). Sinh trưởng và học tập ở Đài Loan nhưng sự nghiệp của cô lại phát triển vô cùng thuận lợi ở Hồng Kông, cô thường được chọn đóng vai nữ chính cùng với Tứ đại Thiên Vương bấy giờ Lưu Đức Hoa, Quách Phú Thành, Lê Minh và Trương Học Hữu. Ngoài ra còn đóng chung nhiều phim với Châu Nhuận Phát, huyền thoại Trương Quốc Vinh, Lương Triều Vĩ,...
Dù sự nghiệp rất thuận lợi, thường được chọn đóng nữ chính nhưng đến năm 2006 cô quyết định giải nghệ (đến năm 2011 chỉ tham gia làm khách mời trong phim Anh hùng Đường triều lãng mạn), lập trang web riêng và làm CEO. Năm 2007, cô kết hôn ở Las Vegas và đến năm 2009 thì sinh một con trai.

## Sự nghiệp
Từ lúc 18 tuổi, Ngô Thanh Liên đã được mời đóng một số video quảng cáo và video ca nhạc, đến năm 22 tuổi (1990) thì cô tham gia bộ phim đầu tiên trong vai nữ chính Jo Jo cùng với tài tử Lưu Đức Hoa. Vai diễn đầu tiên này giúp cô nhận được đề cử cho vị trí Diễn viên mới xuất sắc nhất tại Giải thưởng Điện ảnh Hồng Kông lần thứ 10. Sau vai diễn này, cô tiếp tục được mời đóng nữ chính trong 2 phần tiếp theo của phim Thiên nhược hữu tình, đồng thời cũng đóng chính trong nhiều phim điện ảnh và phim truyền hình về sau.
Ngô Thanh Liên không phải là một mỹ nữ sắc nước hương trời nhưng khả năng diễn xuất của cô rất đa dạng qua nhiều vai diễn có tính cách hài hước, lạnh lùng hoặc bi lụy khi cô hóa thân thành những nữ doanh nhân, gái giang hồ, tiểu thư khuê các hay người phụ nữ quyền lực. Cô được biết đến qua những vai như Jia-chien trong Ẩm thực nam nữ (Eat Drink Man Woman, 1994), Cố Mạn Trinh trong Bán sinh duyên (Eighteen Springs, 1997), Elaine/Siu Lau trong Trở về (The Returning, 1995),...trong đó tiêu biểu nhất là loạt phim Thiên nhược hữu tình (3 phần: 1990, 1993 và 1996).
Bên cạnh phim điện ảnh, cô còn tham gia nhiều bộ phim truyền hình như Nguyễn Linh Ngọc, Bắc Ngụy Phùng thái hậu, Thần điêu hiệp lữ, Thu thủy trường thiên,... Trong đó, tạo hình cho vai diễn Tiểu Long Nữ trong Thần điêu hiệp lữ của cô gây nhiều tranh cãi nhất trong lịch sử các phiên bản của bộ phim này. Nhân vật Tiểu Long Nữ do cô thủ vai mặc y phục màu đen thay vì màu trắng so với nguyên tác, đồng thời khi tham gia phim này cô đã 30 tuổi (năm 1998), được đánh giá là không phù hợp so với những gì miêu tả trong truyện của Kim Dung.
Ngoài ra, cô còn phát hành nhiều album ca nhạc và quay một số video quảngcáo.

## Danh sách phim
| Năm  | Tên phim                       | Vai diễn           | Ghi chú                                                                                                 |
| ---- | ------------------------------ | ------------------ | --- |
| 1990 | Thiên nhược hữu tình           | Huyên tiểu thư     | Nominated - Hong Kong Film Award for Best New Performer                                                 |
| 1991 | Royal Scoundrel                | Yuk                | |
| 1992 | Three Summers                  |                    | |
| 1992 | Thiên nhược hữu tình 2         | Celia              | |
| 1993 | The Bare-Footed Kid            | Lien               | |
| 1993 | Casino Raiders II              | Lin                | |
| 1994 | Beginner's Luck                | May                | |
| 1994 | Eat Drink Man Woman            | Jia-chien          | |
| 1994 | The Returning                  | Elaine / Siu-lau   | Nominated - Hong Kong Film Award for Best Actress                                                       |
| 1994 | God of Gamblers Returns        | Siu Yiu-yiu        | |
| 1994 | Love and the City              | Jo Jo              | |
| 1994 | Treasure Hunt                  | Mei                | |
| 1994 | How Deep Is Your Love          | Siu-fu             | |
| 1994 | Oh! My Three Guys              | Fok May            | |
| 1994 | In Between                     | Icy                | |
| 1994 | To Live and Die in Tsimshatsui | Ah-bo              | |
| 1995 | The Adventurers                | Crystal Lui 'Chan' | |
| 1995 | The Phantom Lover              | Yunyan             | Changchun Film Festival for Best Actress                                                                |
| 1995 | Peace Hotel                    |                    | cameo                                                                                                   |
| 1995 | Only Fools Fall in Love        | Mong Dee           | |
| 1995 | Mean Street Story              | Sue                | |
| 1995 | Dream Lover                    | Kitty              | |
| 1996 | Beyond Hypothermia             | Shu Lihan          | |
| 1996 | Thiên nhược hữu tình 3         | Đinh Tiểu Hòa      | |
| 1997 | Eighteen Springs               | Gu Manzhen         | Hong Kong Film Critics Society Award for Best Actress Nominated - Hong Kong Film Award for Best Actress |
| 1997 | Walk In                        | Li Yi-wah          | |
| 1997 | All's Well, Ends Well 1997     | Shenny             | |
| 1997 | Intruder                       | Yan                | |
| 1997 | Dragon Town Story              |                    | |
| 1998 | Ninth Happiness                |                    | |
| 1999 | Sorry Baby                     | Liu Xiaoyun        | |
| 2002 | Venus                          |                    | |
| 2004 | Jiang Hu                       | Mrs Hung           | |

| Năm  | Tên phim            | Vai diễn         | Ghi chú |
| ---- | ------------------- | ---------------- | ------- |
| 1998 | Thần điêu đại hiệp  | Tiểu Long Nữ     |         |
| 2001 | The Colour of Money |                  |         |
| 2004 | The Game of Killing |                  |         |
| 2005 | Triều đại nhà Hán   | Lữ trĩ           |         |
| 2005 | Nguyễn Linh Ngọc    | Nguyễn Linh Ngọc |         |
| 2006 | Thái hậu Bắc Ngụy   | Phùng hoàng hậu  |         |

## Giải thưởng và đề cử
| Năm  | Hạng mục                    | Vai diễn/Tên phim            | Tên giải                                  | Ghi chú   |
| ---- | --------------------------- | ---------------------------- | ----------------------------------------- | --------- |
| 1991 | Diễn viên mới xuất sắc nhất | Jo Jo/Thiên nhược hữu tình 1 | Giải thưởng Điện ảnh Hồng Kông lần thứ 10 | Đề cử     |
| 1995 | Nữ DV chính xuất sắc nhất   | Elaine & Siu Lau/Trở về      | Giải thưởng Điện ảnh Hồng Kông lần thứ 14 | Đề cử     |
| 1996 | Nữ DV chính xuất sắc nhất   | Đỗ Vân Yến/Dạ bán ca thanh   | Liên hoan phim Trường Xuân lần thứ 3      | Đoạt giải |
| 1997 | Nữ DV chính xuất sắc nhất   | Cố Mạn Trinh/Bán sinh duyên  | Hội phê bình Điện ảnh Hồng Kông lần thứ 4 | Đoạt giải |
| 1998 | Nữ DV chính xuất sắc nhất   | Cố Mạn Trinh/Bán sinh duyên  | Giải thưởng Điện ảnh Hồng Kông lần thứ 17 | Đề cử     |